# Тринадесети вертолетен авиополк
Тринадесети вертолетен авиополк бойни вертолети (13 ВАП БВ) е военно формирование на Българската армия.

## История
Създаден е на 3 август 1982 г. със заповед на министъра на народната отбрана Добри Джуров въз основа на 44 вертолетен авиационен полк (с 2 авиационни ескадрили), базиран на летище Крумово.
Полкът е базиран в Стара Загора, има военнопощенски номер 46540. В състава на полка са също осигуряващите подразделения 42 оатб (отделен авиотехнически батальон), 13 ОБРСТО (отделен батальон за свързочно и радиосветотехническо осигуряване) и 710 РЛП (радиолокационен пост).
Първият боен вертолет каца на летището на 27 май 1983 г. Вертолетите „Ми-24Д“ и „Ми-24В“ идват от Четиридесет и четвърти вертолетен авиополк Между 1984 и 1986 г. полкът печели 3 пъти званието „Полк-отличник на ВВС и ПВО“. В състава е на Десети смесен авиационен корпус.
На 18 август 1994 г. полкът е реорганизиран в Двадесет и трета вертолетна авиобаза бойни вертолети (23 ВАБ БВ), която е в състава на Корпус тактическа авиация от 1996 г. На 1 октомври 2000 г. със заповед на началника на Главния щаб на Военновъздушните сили поделение 46540 се разформирова, а на негово място се създава авиационна техническа база с военнопощенски номер 52320 с командир полковник Николай Лозев Димитров, закрита през юни 2002 г..
На 14 октомври 2016 г. е открит мемориал на 23-та вертолетна авиобаза в парк „Артилерийски“ в Стара Загора.

## Командири
Званията са към датата на заемане на длъжността.
Командири на поделение 46540 (13 ВАП БВ → 23 ВАБ БВ):
- 1982 – 1983 г.: полковник Григор Дамянов Георгиев;
- 1983 – 1986 г.: полковник Георги Владимиров Георгиев;
- 1986 – 1990 г.: полковник Георги Евгениев Георгиев
- 1990 – 1995 г.: полковник Спас Петров Димитров;
- 1995 – 1998 г.: полковник Неделчо Димитров Минчев;
- 1998 – 1999 г.: полковник Иван Денев Денев;
- 1 януари 2000 – 30 август 2000 г.: подполковник Георги Радоев Георгиев.

Командири на поделение 52320 (авиационна техническа база):
- от 1 октомври 2000 г.-юни 2002: полковник Николай Лозев Димитров.